# 莫尔塔 (罗马神话)
莫尔塔（英語：Morta）。古罗马女性神祇之一。她凭借在古罗马神话之中象征着黑夜与黑暗所伴随的死亡而产生的痛苦而闻名遐迩，亦反映于古希腊的相关神话之中，影响深远。